# Martin Grubinger
Martin Grubinger (29 mai 1983 à Salzbourg) est un batteur et percussionniste autrichien.

## Biographie
Il commence les percussions à 4 ans avec son père et apprend ses premières partitions par cœur. Dès l'âge de 5 ans, il interprète ses premiers concerts. À 8 ans, il accompagne la Philharmonie autrichienne des jeunes. Il joue comme soliste d'un grand orchestre à 10 ans. À côté de cela, il est épaulé par l'enseignement de Leonhard Schmidinger et Bogdan Bacanu.
En 1999, à 16 ans, il participe à la seconde "World Marimba Competition" d'Okaya, au Japon, et y devient le plus jeune finaliste.
En 2010 et 2011, il mène le projet "The Percussive Planet", pour des concerts de quatre heures, avec un ensemble instrumental international de 28 personnes, entre autres.
En 2015, il joue lors de l'entracte du Concours Eurovision de la chanson 2015 se déroulant à Vienne.
En 2016, il donne différents concerts avec la pianiste chinoise Yuja Wang.
En 2020, au Festival de Salzbourg, avec The Percussive Planet Ensemble, il interprète "The Big Three" : Tutuguri VI (Kreuze, 1982) de Wolfgang Rihm, Pléïades (1978) de Iannis Xenakis et Drumming (Part One, 1974) de Steve Reich.

### Vie privé
Il est marié à la pianiste Ferzan Önder depuis 2009 et ils ont un fils.

## Prix et récompenses
- 2007 : Leonard Bernstein Award du Festival de musique du Schleswig-Holstein
- 2010 : Würth Preis des Jeunesses Musicales Deutschland[3]